# Маковский, Николай Егорович
 Никола́й Его́рович Мако́вский (28 апреля [10 мая] 1841, Москва — 6 [18] октября 1886, Санкт-Петербург) — русский живописец, один из учредителей Товарищества передвижных художественных выставок. Брат знаменитых художников Константина и Владимира Маковских.

## Биография

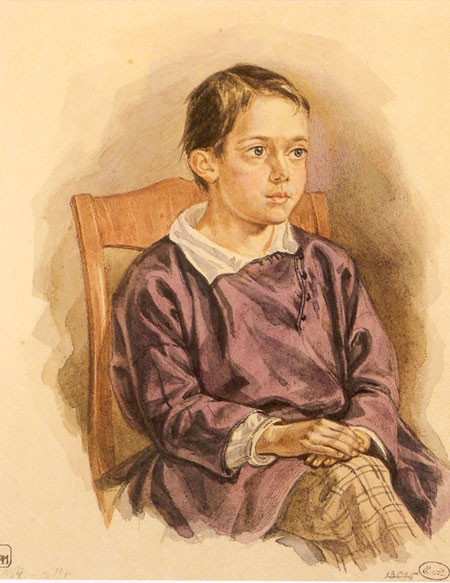
Николай Маковский акварель работы Е. И. Маковского, отца художника. (Окол. 1850)

Родился в Москве в семье Е. И. Маковского — бухгалтера по профессии, художника-любителя, коллекционера и общественного деятеля, одного из основателей Московского училища живописи, ваяния и зодчества, младший брат художников Александры и Константина Маковских, старший брат художника Владимира Маковского.

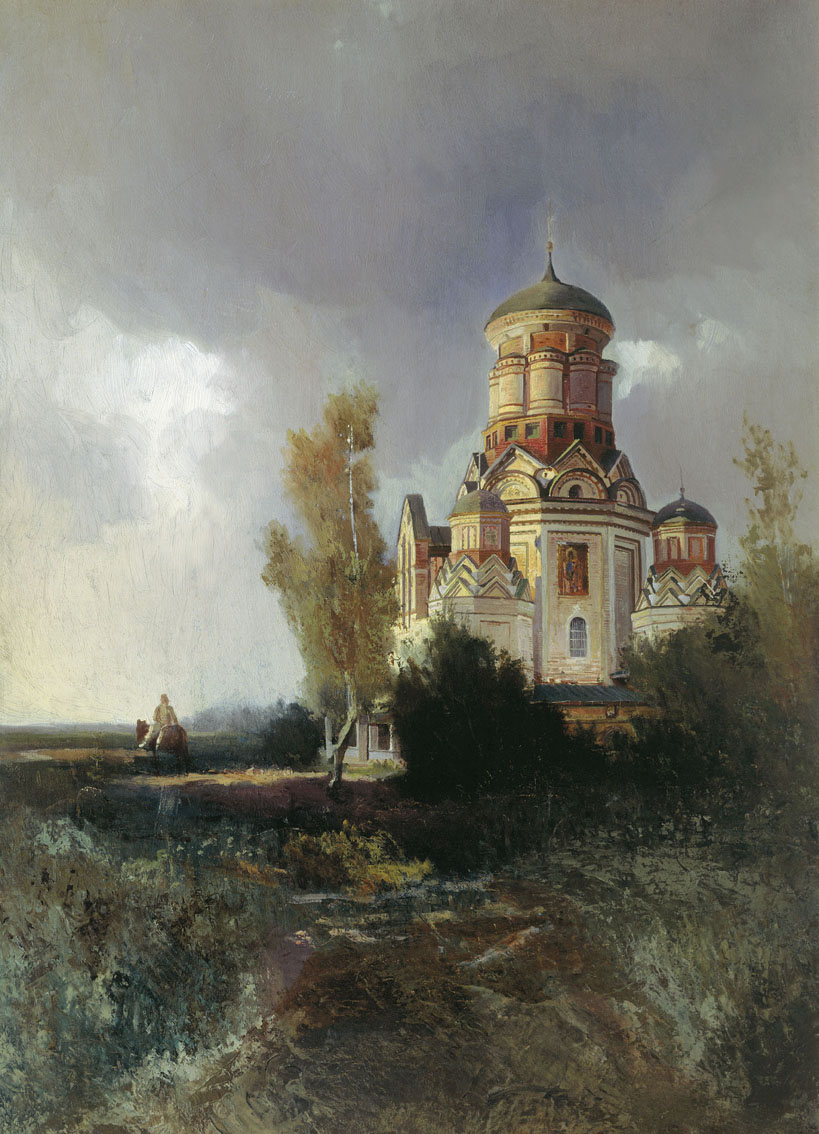
«Вид церкви села Дьякова в Коломенском близ Москвы», (1872) — Государственная Третьяковская галерея.

Учился в Московском дворцовом архитектурном училище (1853-59), Императорской Академии художеств по отделению архитектуры (1859-66) и при окончании курса этого учреждения Николаю Маковскому присвоено звание неклассного (свободного) художника с правом производить постройки. В 1865 за проект каменной сельской церкви на 150 прихожан был награждён малой серебряной медалью Императорской Академии художеств.
После окончания Академии в 1866 году поступил на должность архитекторского помощника при Министерство императорского двора, но вскоре бросил архитектурную деятельность и занялся живописью. В 1870 в числе других пятнадцати художников подписал устав Товарищества передвижных художественных выставок, став таким образом, одним из учредителей Товарищества. В 1872 году был исключён из Товарищества за неучастие в выставочной деятельности. C 1875 года экспонент Товарищества, между тем, принят в члены Товарищества лишь в 1879 году.
В 1872 году за «Вид церкви в селе Дьякове Московской губернии» Академия признала его классным художником III степени, а через год после того, за «Вид Москвы», повысила в классные художники II степени. В 1873—1874 годах вместе с братом Константином совершил поездку в Египет, много путешествовал по России и Украине, несколько месяцев провел в Париже среди художников русской колонии, где занимался живописью под руководством А. П. Боголюбова.
Большинство его картин выставлялось на передвижных выставках. Лучшими из них могут считаться следующие картины: «Улица в Каире», «Нижний Новгород» (находится в Третьяковской галерее, в Москве) и «Ярмарка в Малороссии» .

## Галерея

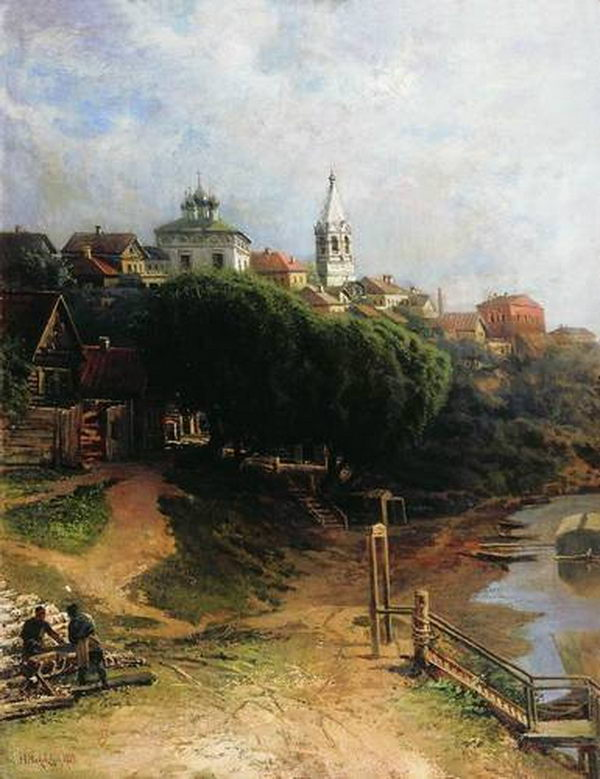
«Вид на город», (1884) — Томский областной художественный музей.
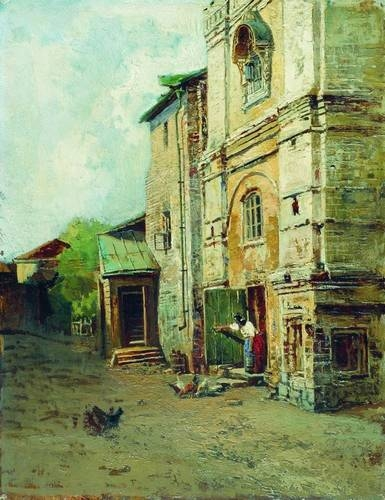
«У Крутицкого терема в Москве», (ранее 1886) — Государственная Третьяковская галерея.
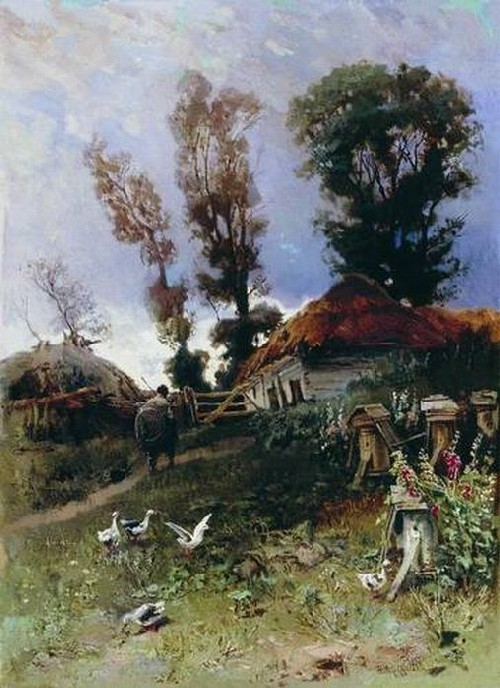
«Пасека», (1882) — Харьковский художественный музей.
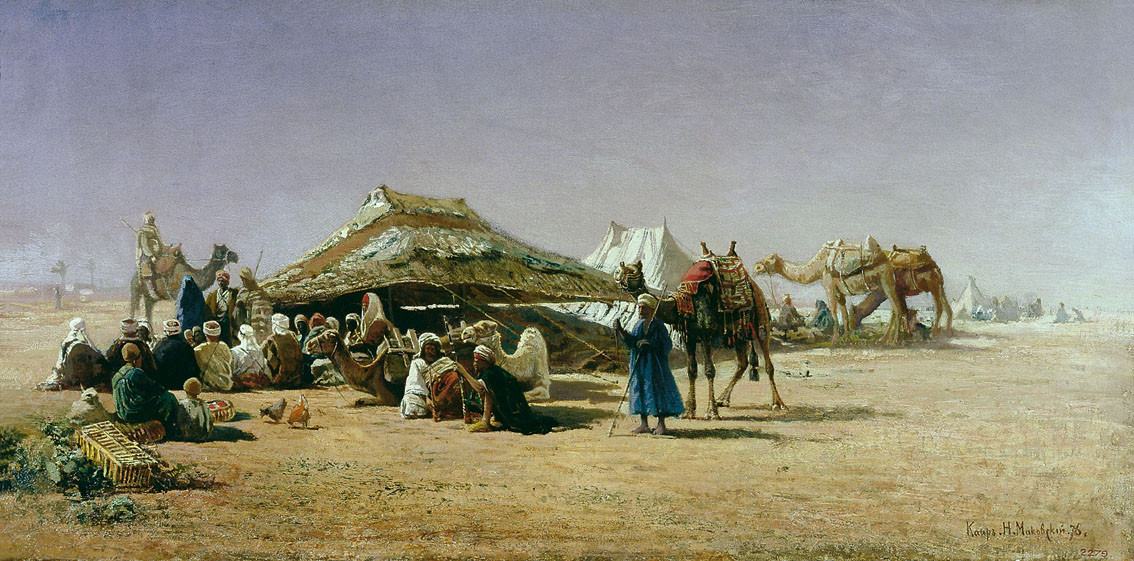
«Каир», (1876) — Национальная галерея Республики Коми.
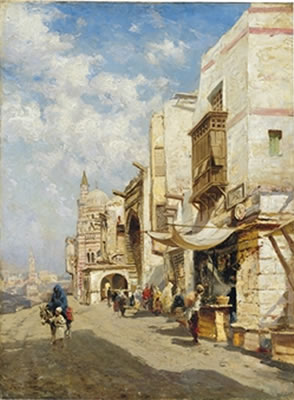
«Каир», (1877) — частное собрание.
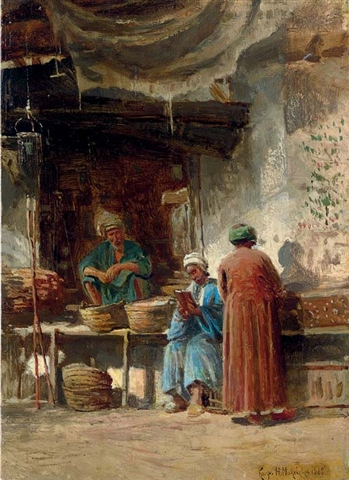
«Уличная сцена, Каир», (1885) — частное собрание.
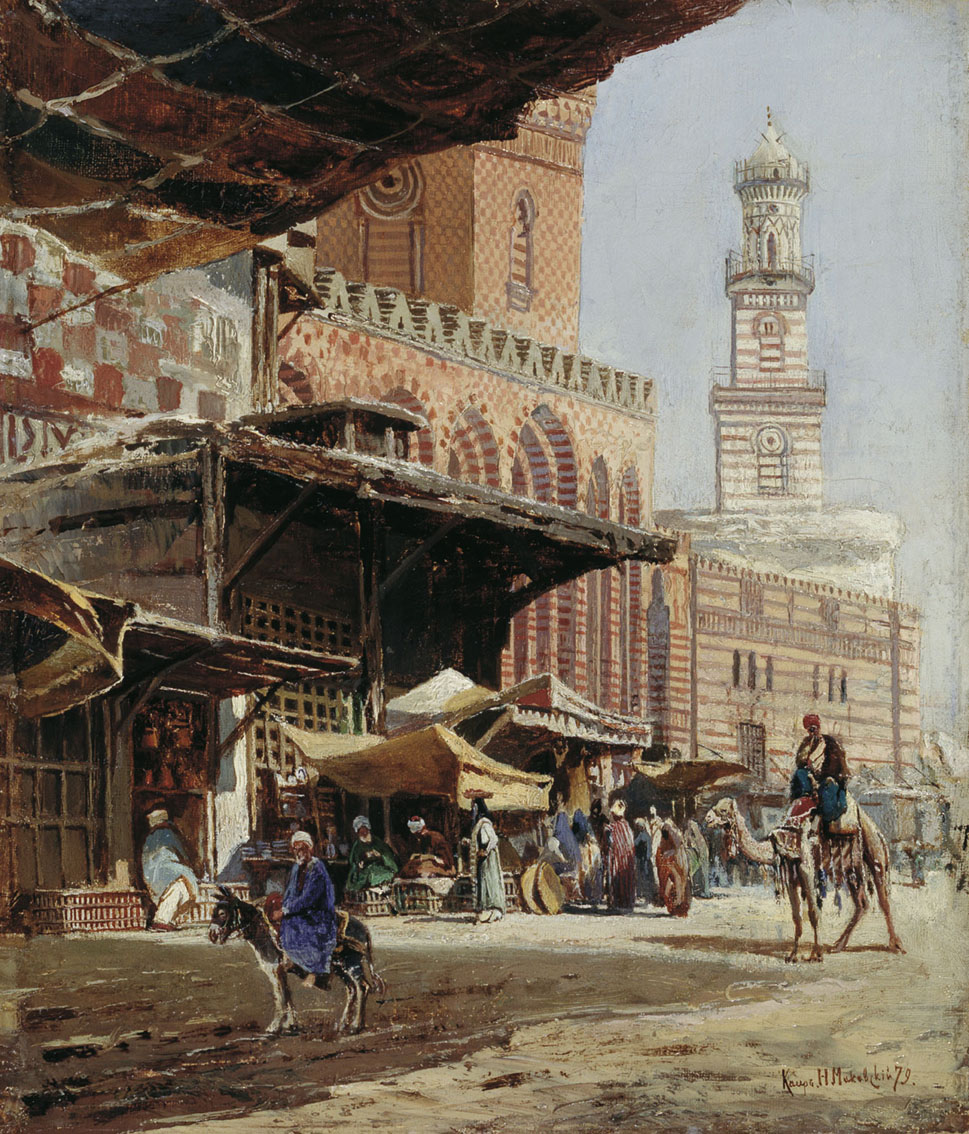
«Каир», (1879) — Чувашский государственный художественный музей.
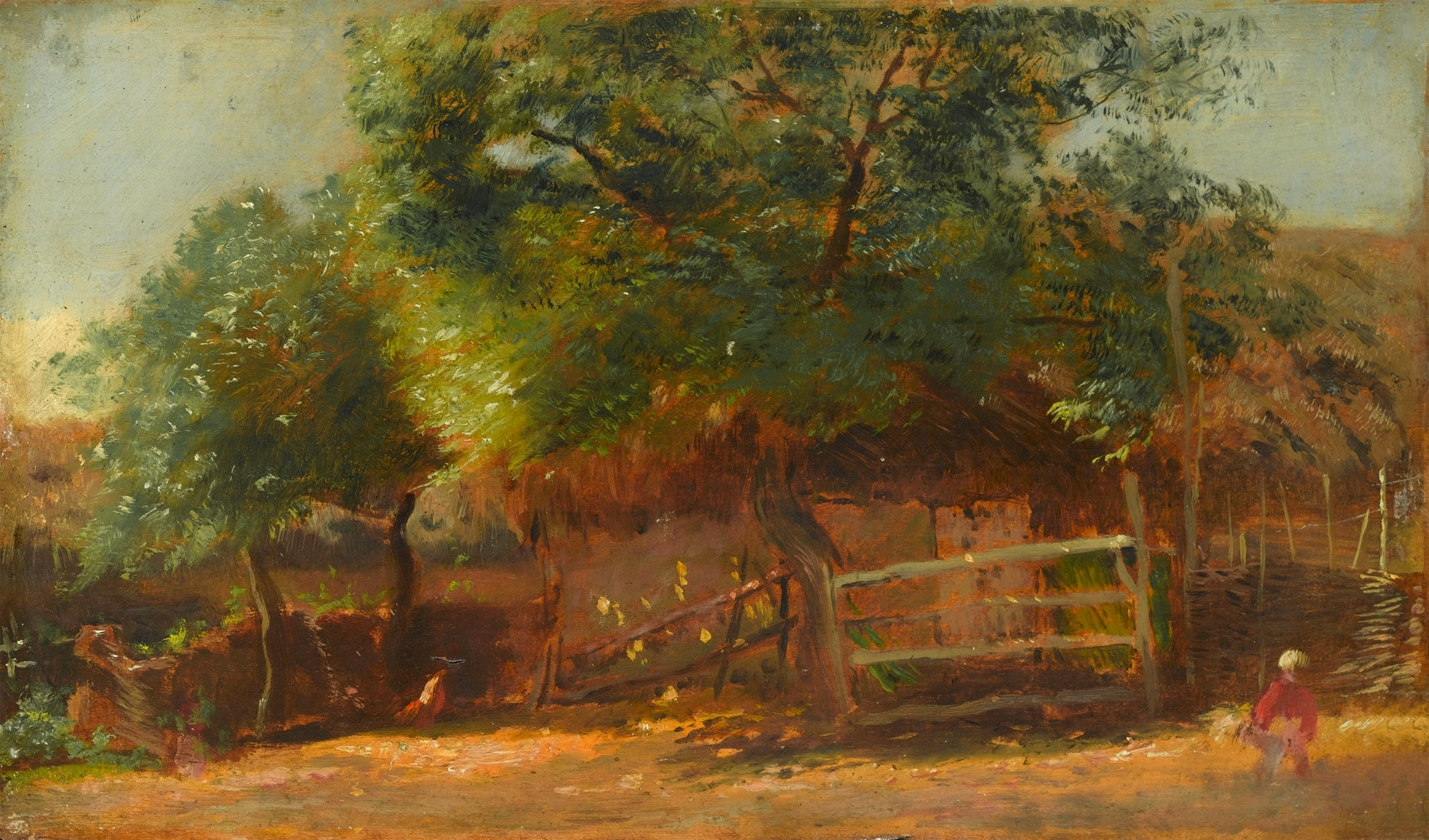
«Фермерский двор», (ранее 1886) — частное собрание.
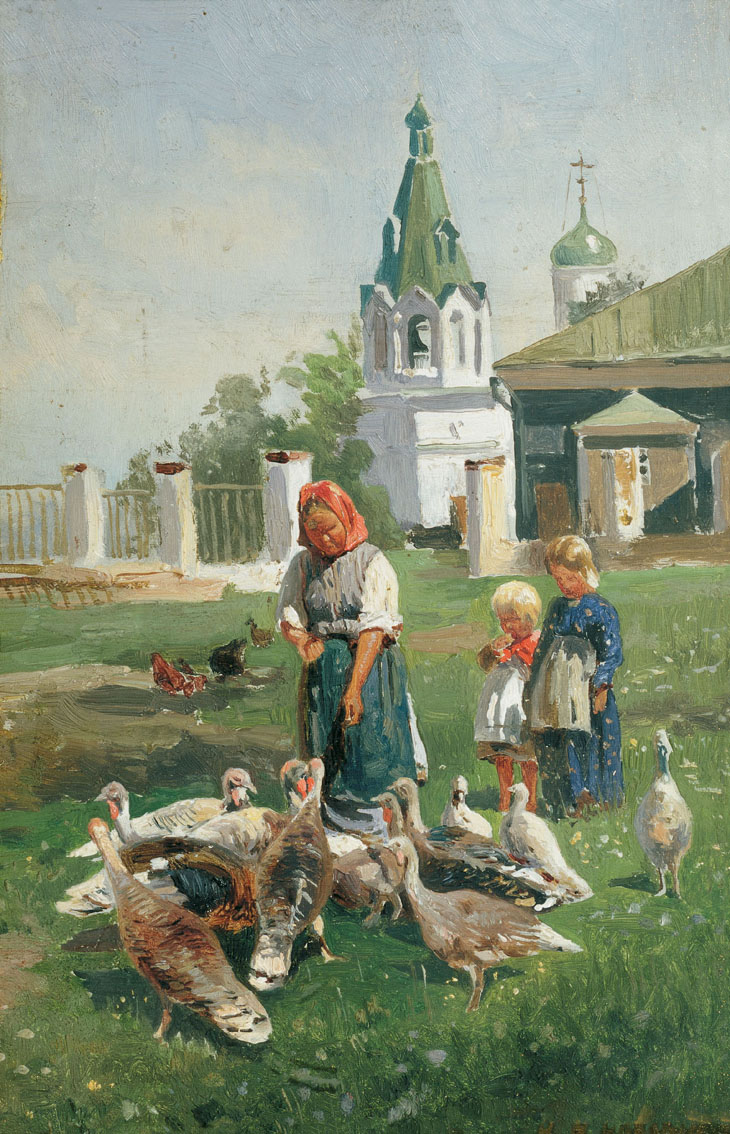
«Кормление индюшек», (ранее 1886) — Государственный музей изобразительных искусств Республики Татарстан.
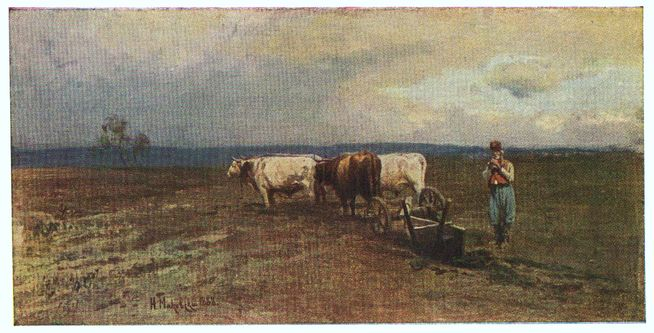
«На пашне. Украина», (1872) — Государственная Третьяковская галерея.
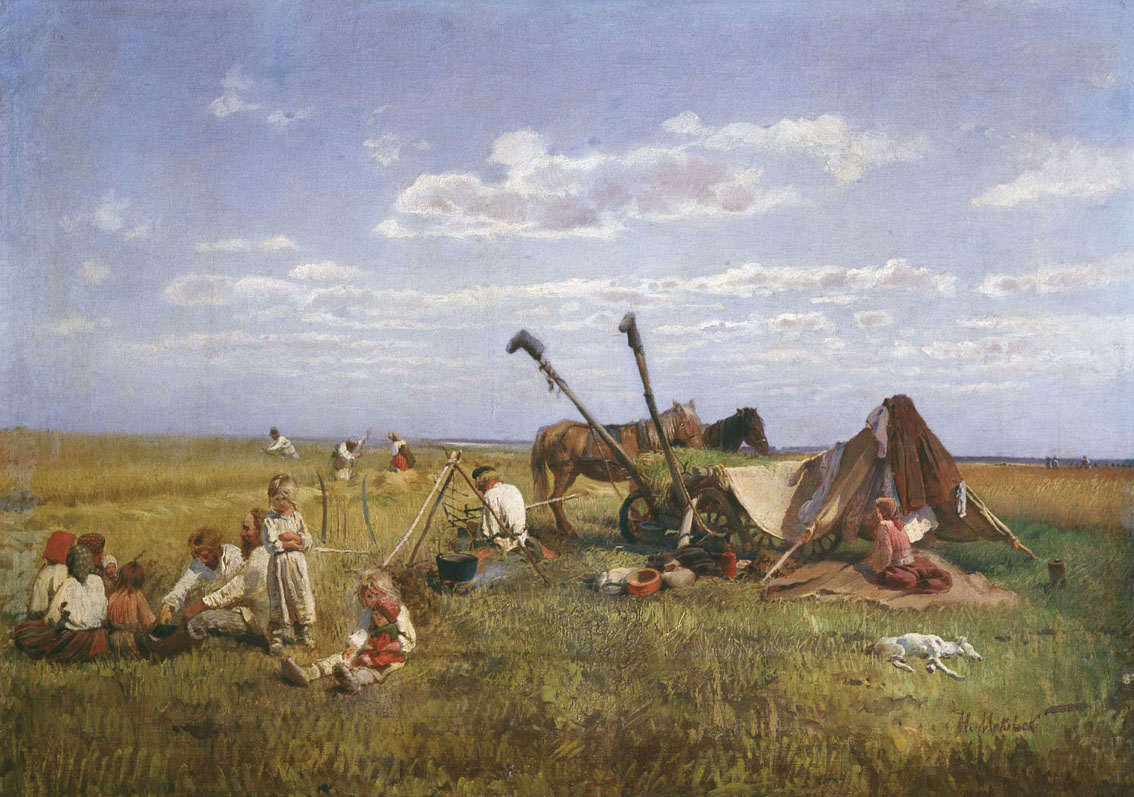
«Отдых на жатве», (1871) — Одесский художественный музей.
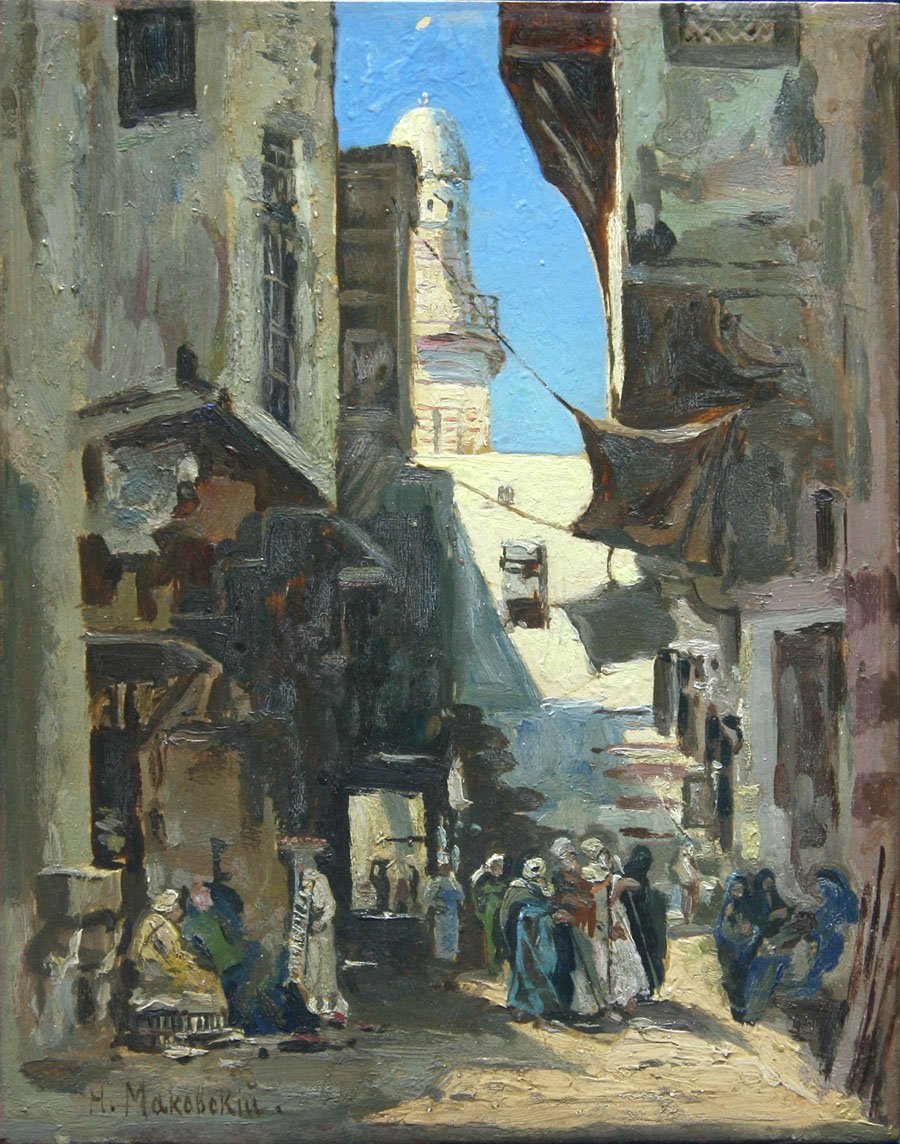
«Улочка в Каире», (ранее 1880) — частное собрание.
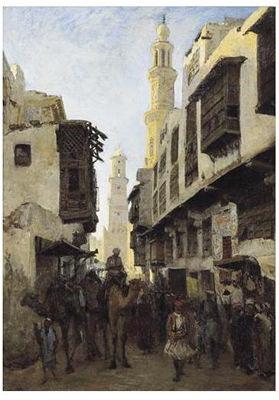
«Улица Муизз ад-Дин Абу-л-Харис в Каире», (ранее 1886) — частное собрание.
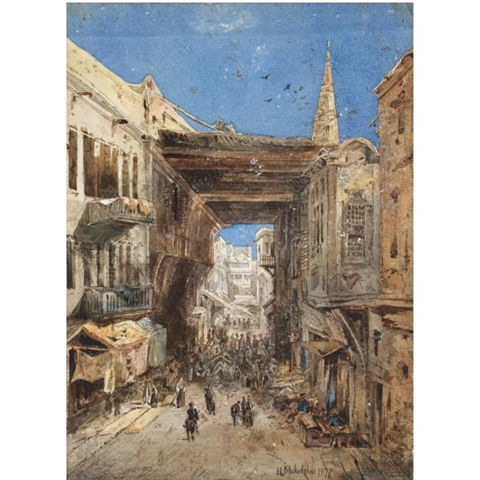
«Уличная сцена в Каире», (1877) — частное собрание.
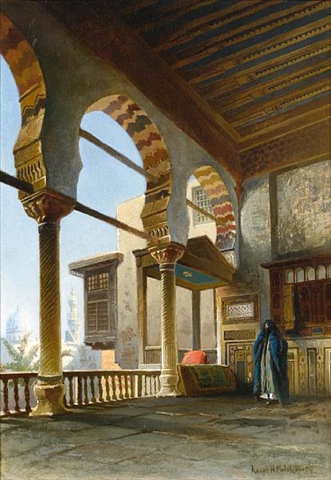
«Терраса в Каире», (1874) — частное собрание.
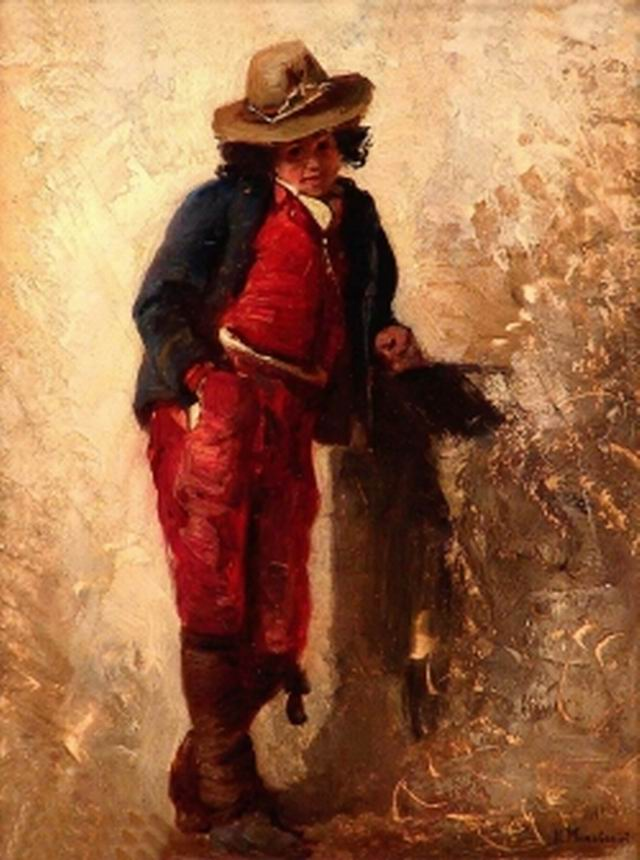
«Этюд мальчика», (ранее 1886) — Калужский областной художественный музей.
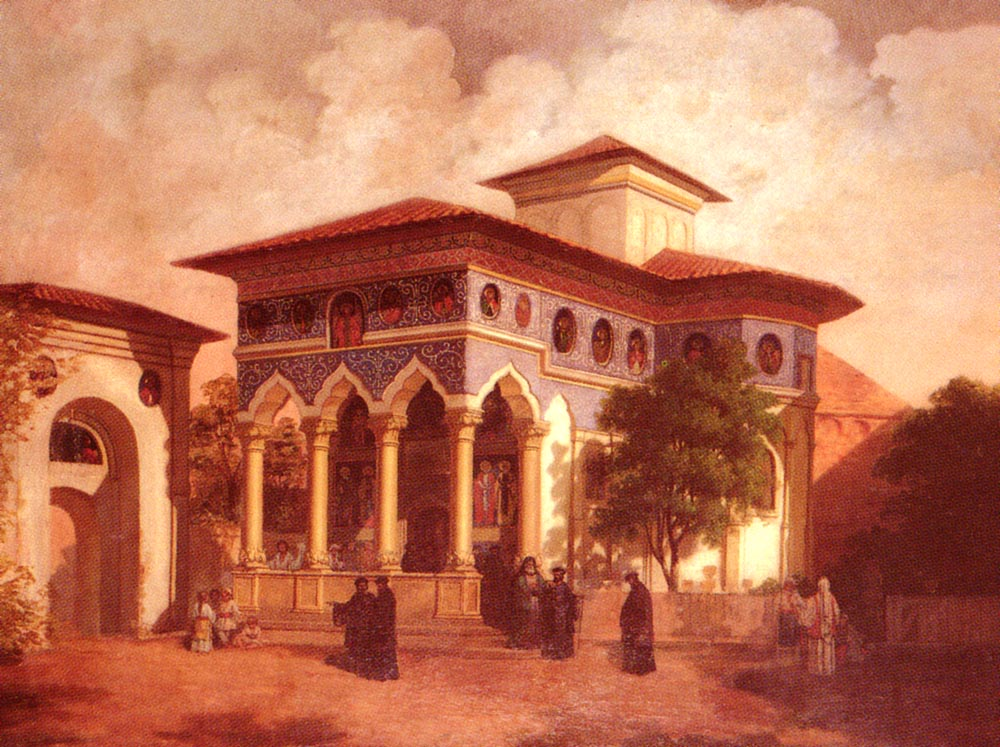
«После церкви» (ранее 1886) — частное собрание.
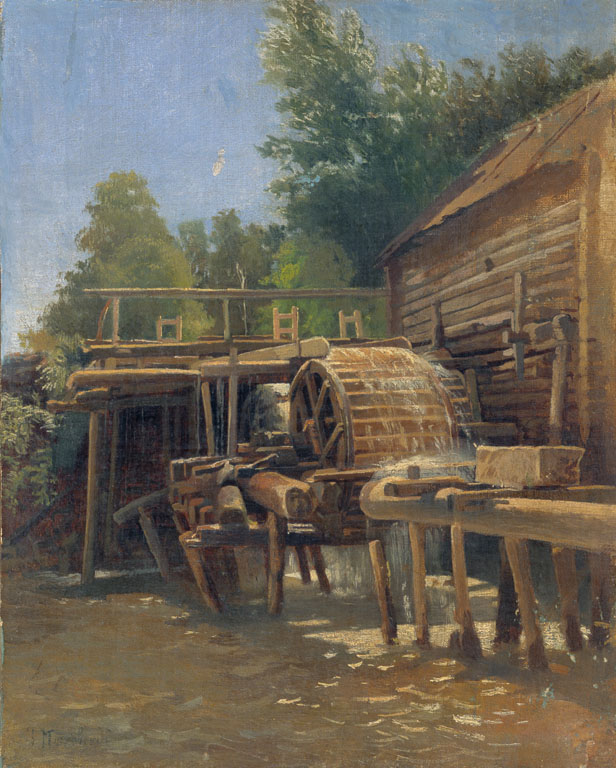
«Мельница», (около 1870—1880) — Рыбинский государственный историко-архитектурный и художественный музей-заповедник.
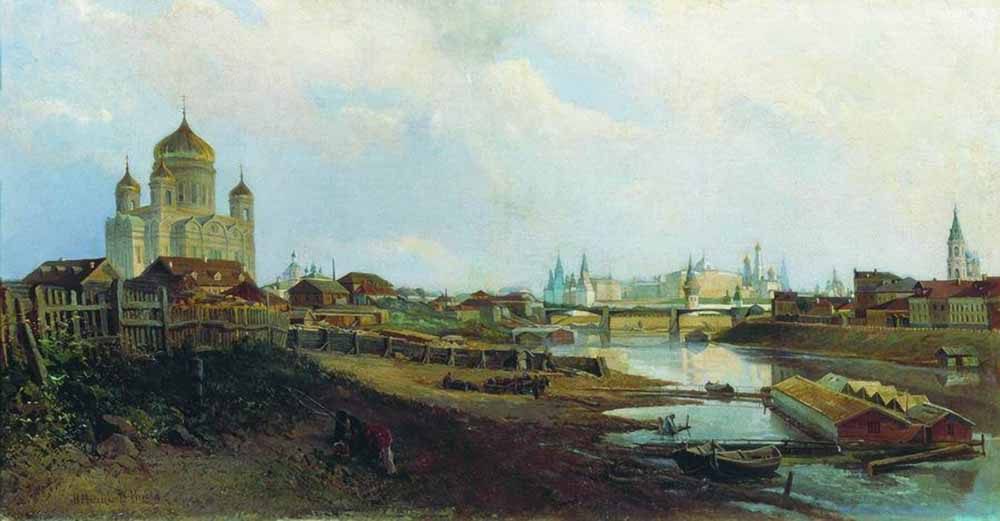
«Замоскворечье», (1873) — Новгородский государственный объединённый музей-заповедник.
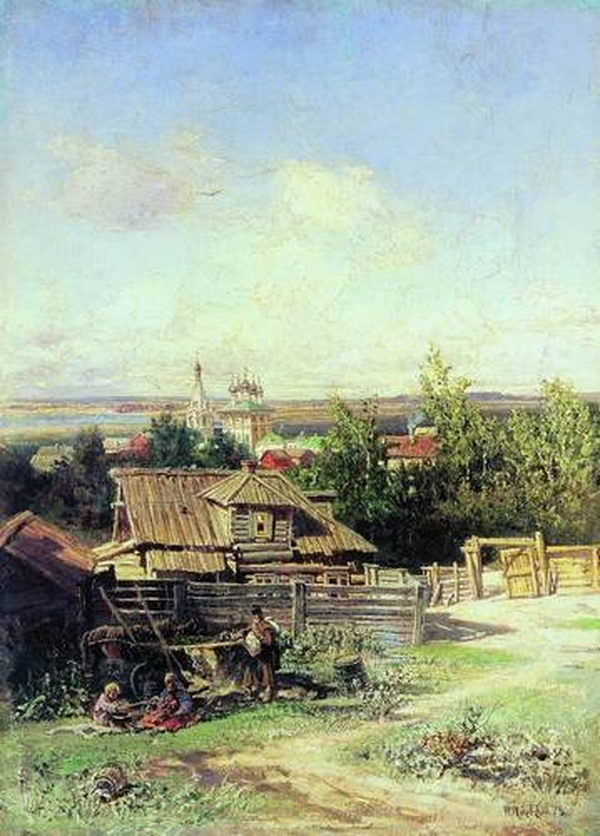
«Вид на Волге близ Нижнего Новгорода», (1878) — Ярославский художественный музей.
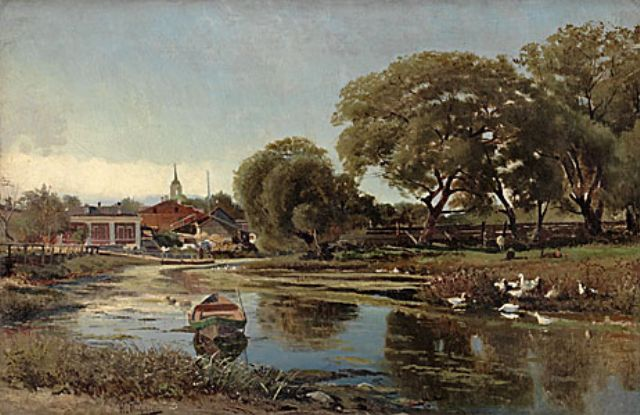
«Городской пейзаж», (ранее 1886) — частное собрание.
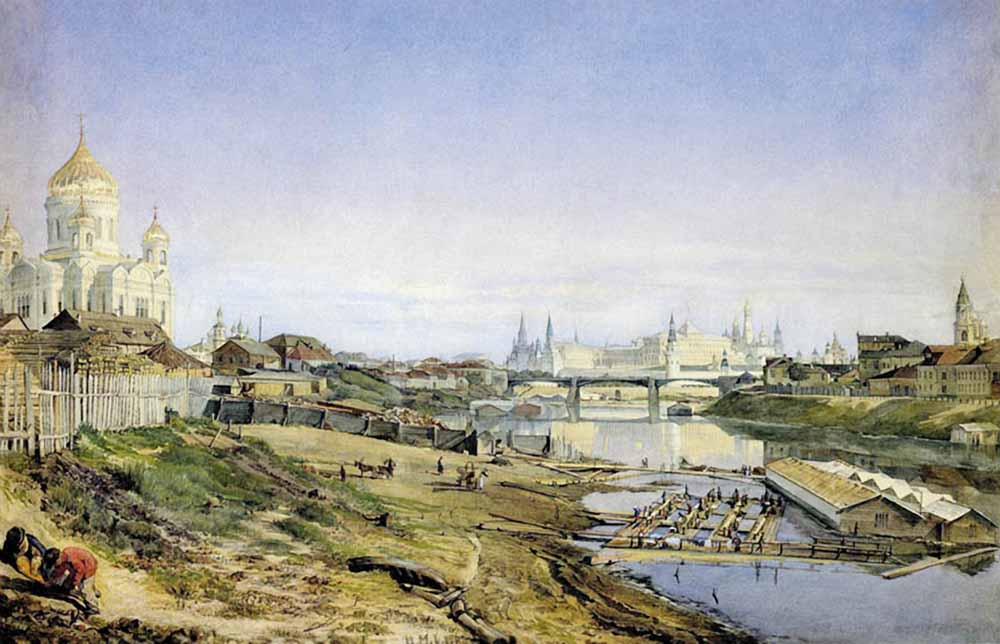
«Вид от набережной Москвы-реки на храм Христа Спасителя и Каменный мост», (ранее 1875) — частное собрание.